# TV-året 1974

## Händelser

### Januari
- 3 januari - Sveriges Radio-TV beslutar under den pågående Oljekrisen att sändningarna ska upphöra 21:45 fem dagar i veckan för att på så sätt spara energi.

## TV-program

### Sveriges Radio-TV
- 2 januari - Start för Poplov med Björn Skifs.
- 4 januari - Boxare, en dokumentärfilm av Mirsad Begovic och Anders Göthberg.
- 5 januari - Premiär för TV-serien Huset Silfvercronas gåta.
- 12 januari - Alice idag, en dokumentär om Alice Babs.
- 16 januari - Premiär för TV-serien Albert & Herbert med Sten-Åke Cederhök och Lennart Lundh.
- 18 januari – Reprisstart för familjeserien Stora skälvan från 1972.
- 23 januari - 40 år med Tage Erlander, Tage Erlander berättar minnen för Gunnar Pahlin.
- 26 januari - På äldre dar, information och förströelse för vuxet folk. Programledare: Jan Gabrielsson och My Persson.
- 27 januari - Fråga Lund, sex lärde i Lund svarar på frågor från Bo Strömstedt och Gunnar Fredriksson.
- 1 februari - Människor på Öhn - Reportageserie från Strömsund av Beppe Wolgers.
- 2 februari - Kabaré Dubbelblandningen, satiriska visor och musikaliska krumsprång med Gösta Linderholm, Bengt Sändh, Jeja Sundström med flera.
- 8 februari - Premiär för I morron e' de' lörda', underhållningsserie med Östen Warnerbring och gästartister, från Bolaget i Stockholm.
- 10 februari - Dans på logen, underhållningsserie med Thore Skogman, Egon Larsson och gästartister. Kvällens gäst: Eva Rydberg.
- 12 februari - Onedinlinjen, brittisk dramaserie i 14 avsnitt med bland andra Peter Gilmore.
- 14 februari - Första avsnittet av De tre från Haparanda, dramaserie med bland andra Ernst-Hugo Järegård, Hans Ernback och Stefan Ekman.
- 23 februari - Zetterlund & Westerlund, underhållningsserie med bland andra Monica Zetterlund och Catrin Westerlund.
- 17 mars - Jourhavande, dramaserie i tre delar med bland andra Olof Widgren, Bertil Anderberg, Christina Stenius med flera.
- 18 mars - Maj Wechselmanns dokumentärfilm om det svenska jaktplanet Viggen
- 23 mars - På parkett, underhållningsserie i åtta avsnitt med Lasse Holmqvist och gäster.
- 24 mars - Premiär för Två och en flygel med Berndt Egerbladh. Det första av sex avsnitt. Kvällens gäst: Grynet Molvig.
- 27 mars - Kvarteret Oron, dramaserie i fem delar med bland andra Solveig Ternström, Lena Granhagen och Margreth Weivers.
- 28 mars - Premiär för sex nya avsnitt av komediserien Fleksnes fataliteter med Rolv Wesenlund.
- 29 mars - Säsongsstart för Vi i femman, frågetävling för femteklassare. Programledare: Berndt Friberg.
- 30 mars - Premiär för Bengtssons vansinniga värld, TV-show i sex delar med Rolf Bengtsson och gästartister. Kvällens gäst: Lasse Berghagen.
- 1 april – August Strindbergs drama Karl XII med Jarl Kulle i titelrollen.
- 14 april - Galenpannan, ett teaterstycke av Lars Forssell. Regi: Åke Falck. I rollerna: Sven Wollter, Kerstin Tidelius, Georg Årlin med flera.
- 17 april - Ruta för ruta - bild för bild, frågetävling med Johan Sandström och Meta Bergqvist.
- 12 maj - Tjo och tjim och lite annat, underhållningsserie med Bosse Larsson och Gnesta-Kalle.
- 18 maj - Stig Grybe Show, underhållning i vårkvällen med Stig Grybe och gästartister. Det första av fyra avsnitt.
- 21 maj - Hagge Geigerts revy 1974, revy från Lorensberg i Göteborg med Berith Bohm, Stig Grybe, Christina Schollin och Hans Wahlgren.
- 29 maj - Premiär för Engmans gäster, pratshow med Gary Engman.
- 6 juni - Gomidda', matlagningsprogram med Hans Furuhagen.
- 21 juni - Midsommarfest, från Gammelgården i Bengtsfors med Brita Borg, Stefan Ljungqvist, Göran Fristorp, Ted Gärdestad med flera.
- 2 juli - Start för Julikväll, lite förströelse med Karin Falck och Lars Widding.
- 5 juli - Festplatsen, musikserie med Mikael Ramel och Bengt Dalin.
- 6 juli - Start för Sommarleken, frågelek med Carl-Uno Sjöblom och Pekka Langer.
- 26 juli - Popgala på Scandinavium, med bland andra Albert Hammond, Redbone och Pugh Rogefeldt.
- 10 augusti - Premiär för Med en gnutta flax, musikalisk frågelek med Lennart Swahn och revyartister från hela landet.
- 17 augusti - Premiär för Sommar med Carl-Anton, underhållningsserie med Carl-Anton Axelsson och gästartister från Stockholms skärgård.
- 28 augusti - Pang i bygget, en TV-pjäs av P.C. Jersild med bland andra Arne Källerud, Yvonne Lombard och Helge Skoog.
- 3 september - Nisse - varför det? Nils Linnman besvarar tittarnas frågor om djur och natur.
- 6 september - Kärlek på Lantmannagatan, en buskisföreställning från Pildammarna i Malmö.
- 7 september - Premiär för en ny omgång av barnprogrammet Sant och sånt med Staffan Ling och Bengt Andersson.
- 14 september - Bulleribock, det första av 20 barnprogram med Tomas von Brömssen och Kristina Karlin.
- 15 september - Engelen, deckarserie med bland andra Allan Edwall, Elsa Ebbesen, Kim Anderzon och Ulf Palme.
- 28 september - Premiär för Tjadden i kvadrat, underhållningsserie i fyra delar med Tjadden Hällström, Bernt Dahlbäck, Hasse Burman med flera.
- 10 oktober - Nybyggarland, dramaserie i åtta delar om livet i Lappland för 100 år sedan.
- 12 oktober - AB Svenska Ords revy Glaset i örat från Berns med bland andra. Hans Alfredson, Tage Danielsson, Lena Nyman och Martin Ljung.
- 18 oktober - Premiär för nöjesmagasinet Regnbågen.
- 21 oktober - Seriestart för pjäsen Förr visste jag precis av Carin Mannheimer med bland andra Birgitta Palme, Björn Melander och Måns Westfelt.
- 9 november - Premiär för Banacek, amerikansk deckarserie med bland andra George Peppard och Christine Belford.
- 11 november - ...aldrig i livet, norsk komediserie med Jon Skolmen och Trond Kirkvaag.
- 22 november - Premiär för barnprogrammet Från A till Ö med Birgitta Andersson och Bert-Åke Varg, det första av 26 avsnitt.
- 1 december - Årets julkalender är Rulle på Rullseröd. [1]
- 5 december - N.P. Möller, fastighetsskötare, start för sex nya avsnitt med bland andra Nils Ahlroth.
- 10 december - Moa, Östen och Stella, ungdomsserie i tre delar av Margareta Garpe och Suzanne Osten.
- 17 december - Snillen spekulerar med Bengt Feldreich.
- 21 december - Som en doft utav syren, konsert med Lasse Berghagen, Lena Ericsson och Sveriges Radios symfoniorkester.
- 27 december - Brittiska balettfilmen Sagovärld om Beatrix Potter och hennes sagofigurer visas i svensk TV för första gången.
- 28 december – Seriestart för Pappa Pellerins dotter av Stellan Olsson och Maria Gripe.
- 31 december - Nyårsafton, en liten nyårsrevy med Eva Bysing, Stig Grybe, Carl-Gustaf Lindstedt med flera.

## Födda
- 21 januari – Linda Rosing, svensk sångerska, fotomodell och dokusåpadeltagare.
- 13 mars – Linda Bengtzing, svensk programledare i TV och sångerska.
- 20 mars – Katarina Sandström, svensk nyhetsuppläsare SVT Rapport.
- 4 maj – Anders Johansson, svensk musiker, komiker samt programledare i TV och radio.
- 13 juni – Steve-O, brittisk skateboardåkare och TV-kändis, Jackass.

## Avlidna
- 20 augusti – Sven-Olof Sandberg, 68, svensk sångare och sångtextförfattare som medverkat i TV- och filmroller.
- 13 oktober – Åke Falck, 49, svensk regissör, skådespelare, programledare och manusförfattare.
- 23 december – Lars Madsén, 70, svensk författare, regissör och reporter i radio och TV.

### Fotnoter
1. ↑  ”Jultradition”. Arkiverad från originalet den 25 april 2012. https://web.archive.org/web/20120425112719/http://www.jultradition.se/tv.htm. Läst 26 mars 2011.